# Pós-generismo
Pós-generismo (postgenderism em inglês) é um movimento social, político e cultural que surgiu da erosão do papel cultural, biológico, psicológico e social do gênero, e um argumento para explicar por que a erosão do gênero binário será libertadora.
Os pós-generistas argumentam que o gênero é uma limitação arbitrária e desnecessária do potencial humano e prevê a eliminação do generismo/generar (gendering) biológico e psicológico involuntário na espécie humana como resultado da evolução social e cultural, através da aplicação de neurotecnologia, biotecnologia e tecnologias de reprodução assistida.
Os defensores do pós-generismo argumentam que a presença de regras de gênero, estratificação social e disparidades e diferenças cogno-físicas são geralmente em detrimento dos indivíduos e da sociedade. Dado o potencial radical de opções avançadas de reprodução assistida, os pós-gêneros acreditam que o sexo para fins reprodutivos se tornará obsoleto ou que todos os seres humanos pós-gêneros terão a capacidade, se assim o desejarem, de realizar uma gravidez a termo e 'pai'. uma criança que, segundo os pós-generistas, teria o efeito de eliminar a necessidade de gêneros definidos em tal sociedade.

## Raízes culturais
O pós-generismo como um fenômeno cultural tem raízes no feminismo, no masculinismo, juntamente com a androginia, os movimentos metrossexual/tecnossexual e transgênero. No entanto, foi através da aplicação da filosofia transumanista que os pós-generistas conceberam o potencial de mudanças morfológicas reais para os membros da espécie humana e como os futuros seres humanos em uma sociedade pós-gênero se reproduzirão. Nesse sentido, é uma ramificação do transumanismo, pós-humanismo e futurismo.

## Tecnologias futuras
No que diz respeito às potenciais tecnologias de reprodução assistida, acredita-se que a reprodução possa continuar ocorrendo fora dos métodos convencionais, ou seja, relações sexuais e inseminação artificial. Avanços como clonagem humana, partenogênese e útero artificial podem aumentar significativamente o potencial de reprodução humana.
Muitos argumentam que o espaço pós-humano será mais virtual do que real. Os indivíduos podem consistir em mentes carregadas vivendo como padrões de dados em supercomputadores ou usuários envolvidos em realidades virtuais completamente imersivas. Os pós-generistas afirmam que esses tipos de existência não são específicos de gênero, permitindo que os indivíduos transformem suas aparências e sexualidade virtuais à vontade.

## Sexualidade
Os pós-generistas sustentam que uma sociedade sem gênero não implica a existência de uma espécie desinteressada em sexo e sexualidade. Pensa-se que as relações sexuais e a intimidade interpessoal possam e existam em um futuro pós-sexo/pós-sexismo/póssexismo, mas que essas atividades podem assumir formas diferentes. Por exemplo, essa teoria levanta a relação entre gênero e tecnologias, como o papel desta última no desmantelamento da ordem convencional de gênero. O pós-generismo, no entanto, não está diretamente preocupado com a ação física do sexo ou com a sexualidade. Acredita-se que ele ofereça um sistema mais igualitário, onde os indivíduos sejam classificados de acordo com fatores como idade, talentos e interesses, em vez de gênero.

## Feminismo
No livro de 1970 The Dialectic of Sex, a feminista radical Shulamith Firestone escreveu que as diferenças nos papéis biológicos reprodutivos são uma fonte de desigualdade de gênero. Firestone destacou a gravidez e o parto, argumentando que um útero artificial libertaria "as mulheres da tirania de sua biologia reprodutiva".

## Romances com temas pós-gêneros
- 2312 por Kim Stanley Robinson[6]
- Justiça Auxiliar por Ann Leckie
- Distress por Greg Egan
- Não Morda o Sol por Tanith Lee
- Glasshouse por Charles Stross
- Steel Beach por John Varley
- Venus Plus X por Theodore Sturgeon
- Mulher à Beira do Tempo por Marge Piercy